# Anthriscus nitida
Anthriscus nitida är en växtart i släktet småkörvlar (Anthriscus) och familjen flockblommiga växter. Den beskrevs av Göran Wahlenberg som Chaerophyllum nitidum, och fick sitt nu gällande namn av Frigyes Ákos Hazslinszky 1864.
Arten är en två- eller flerårig ört som förekommer i Central- och Östeuropa.

## Bildgalleri

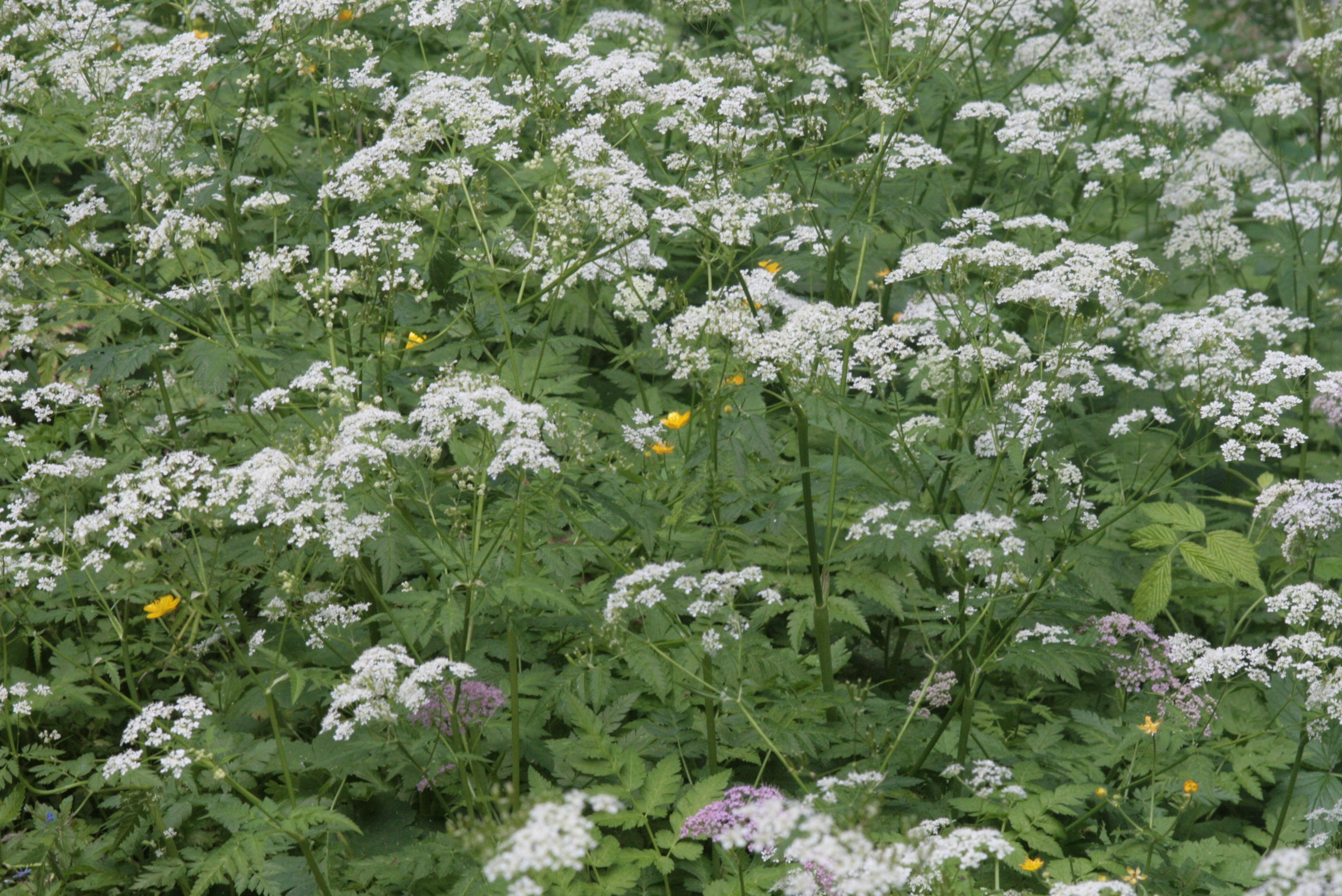
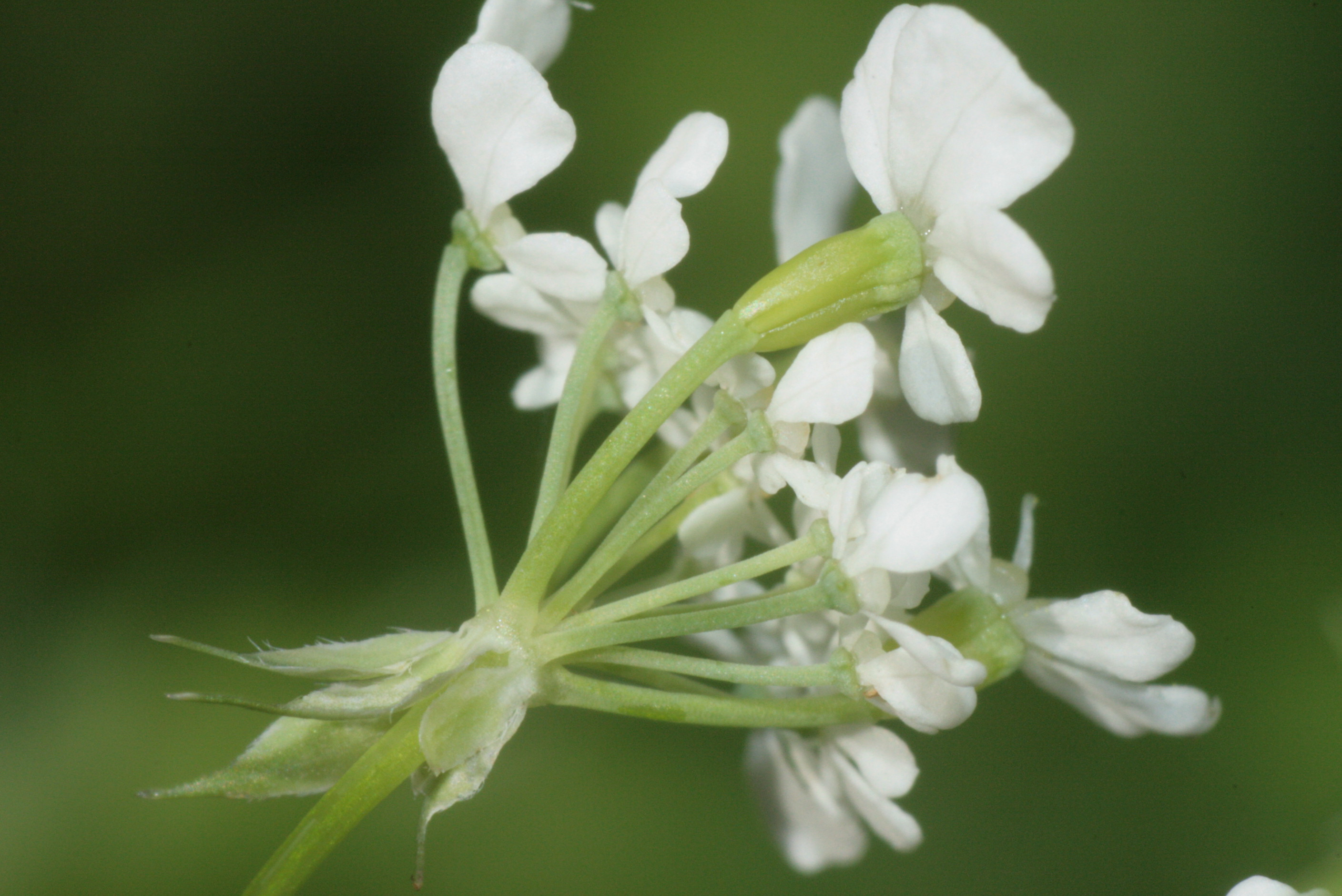
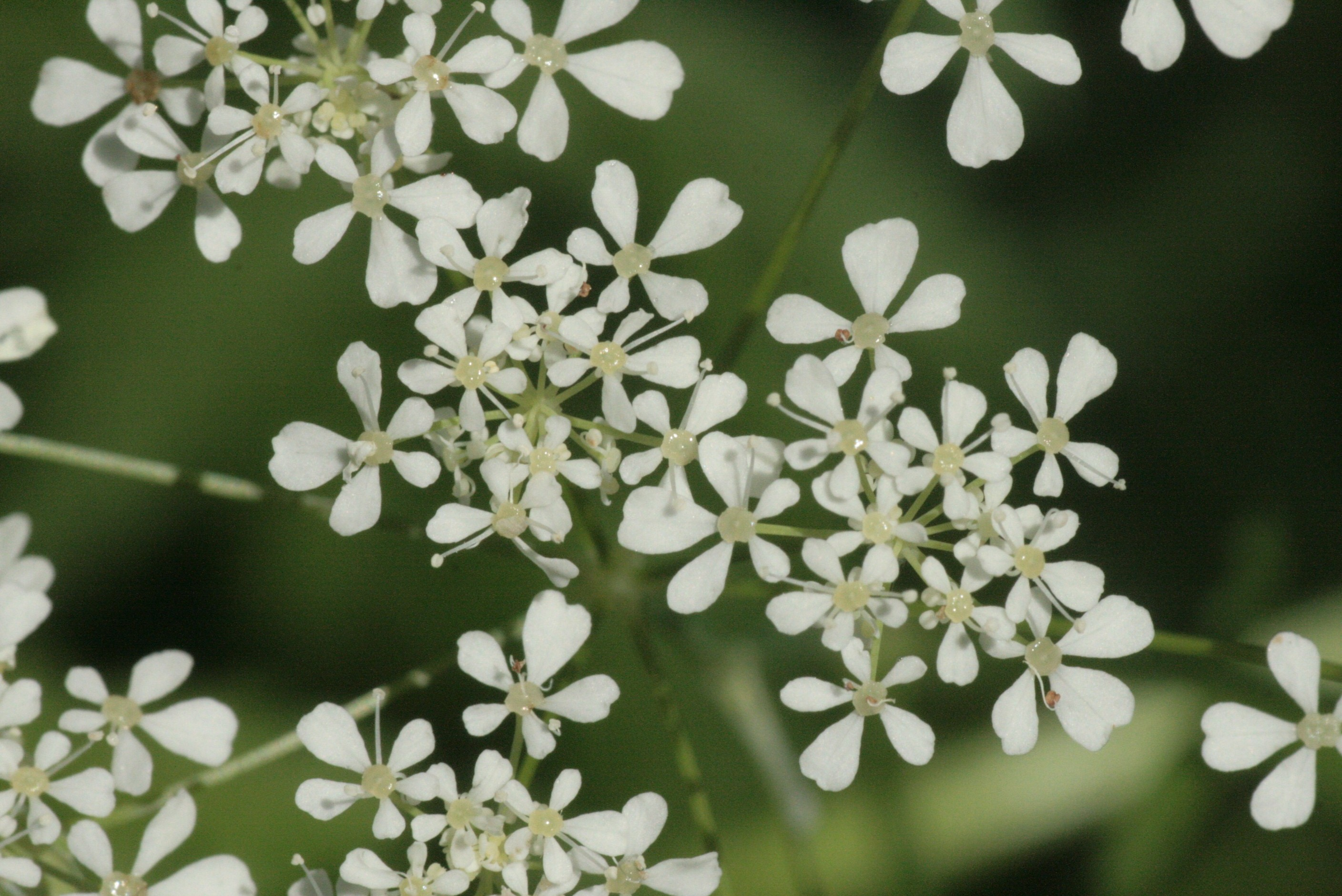
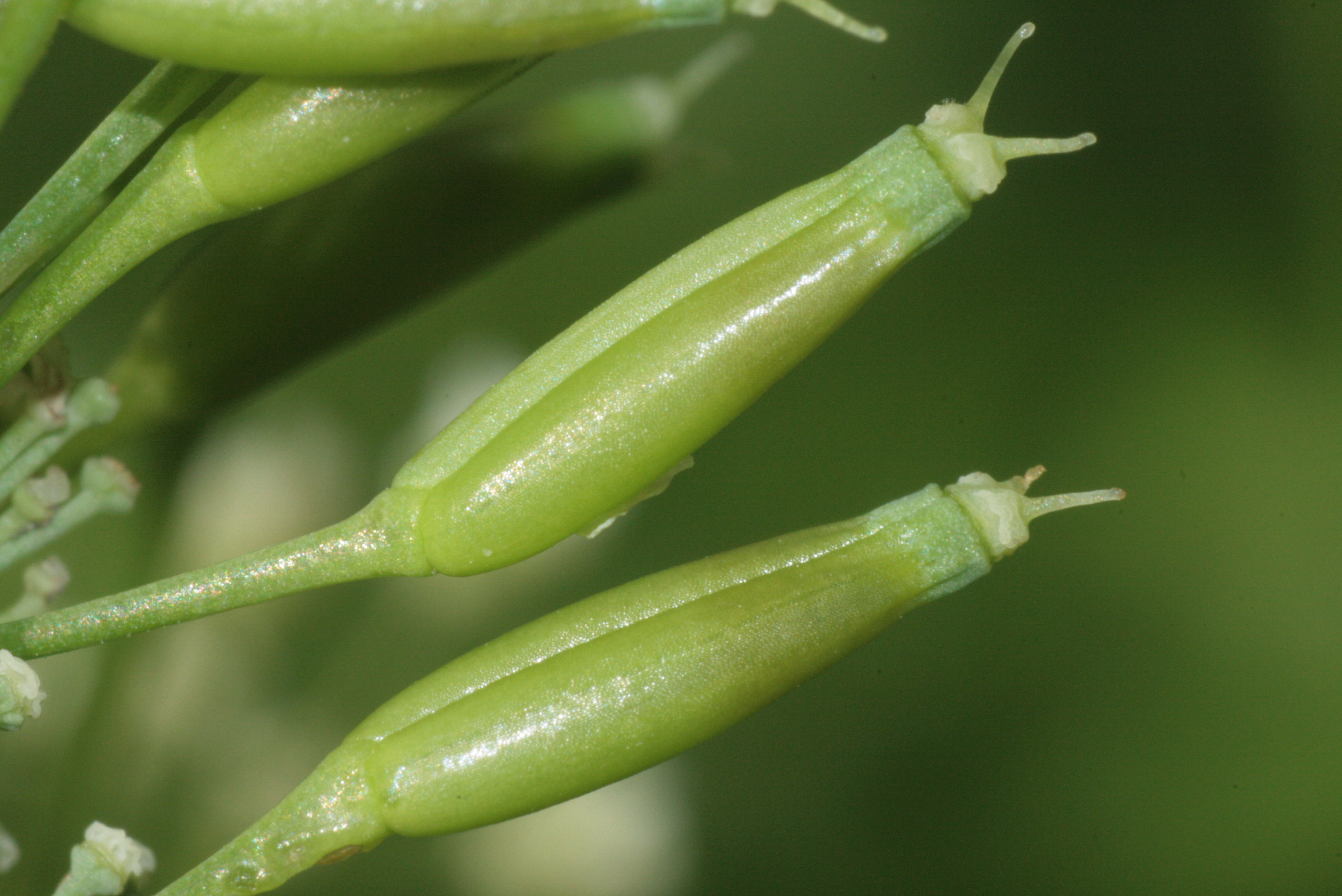